# Cryptopapillaria penicillata
Cryptopapillaria penicillata là một loài Rêu trong họ Meteoriaceae. Loài này được (Dozy & Molk.) M. Menzel miêu tả khoa học đầu tiên năm 1992.